# Supermarine Walrus
Supermarine Walrus je bil enomotorni amfibijski izvidniški dvokrilnik, ki so ga razvili pri britanskem Supermarine. Bil je prvo serijsko britansko letalo z uvlačljivim podvozjem, povsem zaprtim kokpitom in povsem kovinsko konstrukcijo. Zasnoval ga je inženir R. J. Mitchell v 1930ih. 

## Specifikacije(Supermarine Walrus)
Podatki iz Supermarine Walrus I & Seagull V Variants; Brown 1972, p. 48
Splošne karakteristike
- Posadka: 3-4
- Dolžina: 37 ft 7 in (11,45 m)
- Razpon kril: 45 ft 10 in (14,0 m)
- Višina: 15 ft 3 in (4,6 m)
- Površina kril: 610 ft² (56,7 m²)
- Teža praznega letala: 4900 lb (2220 kg)
- Naložena teža: 7200 lb (3265 kg)
- Maks. vzletna teža: 8050 lb (3650 kg)
- Pogon letala: 1 ×  radialni motor Bristol Pegasus VI, 680 KM (510 kW)

 Zmogljivost 
- Maks. hitrost: 135 mph (215 km/h) na višini 4750 ft (1450 m)
- Doseg: 600 milj (965 km)
- Višina leta: 18500 ft (5650 m)
- Hitrost vzpenjanja: 1050 ft/min (5,3 m/s)
- Obremenitev kril: 11,8 lb/ft² (57,6 kg/m²)
- Razmerje moč/teža: 0,094 KM/lb (0,16 kW/kg)

Oborožitev

- Strelno orožje: 2 ali 3 × .303 in (7.7 mm) Vickers K strojnice
- Bombe: 6x 100 lb (45 kg) bomb ali 2x 250 lb (110 kg) bombi ali 2x 250 lb (110 kg) Mk.VIII globinski bombi